# Амчитка
Амчитка (англ. Amchitka, алеут. Amchixtax̂, Амчихтаҳ) — остров в группе Крысьих островов архипелага Алеутские острова.

## География
Остров представляет надводный хребет, вытянутый с юго-востока на северо-запад длиной 68 км, шириной 3-6 км. Центральная часть острова гориста и бесплодна. Восточное побережье покрыто мелкими водоёмами и невысокими холмами с густой тундровой растительностью, покрыто мхами, лишайниками и папоротниками. На западном побережье растительность более скудная.
Климат на острове холодный морской, с частыми туманами и осадками. 98 % времени на острове облачно.

## История
На острове обнаружены следы человеческой деятельности 2500-летней давности, однако, в настоящее время остров не имеет постоянного населения. В 1741 году остров для европейцев открыл Витус Беринг, назвав его в честь Святого Макария. Тогда на острове проживали алеуты, покинувшие его в 1832 году. В 1867 году был продан США вместе с Аляской.
В 1965—1971 годах на острове были произведены 3 подземных ядерных взрыва. В 1973 году военные США покинули остров, с тех пор Амчитка посещается лишь учёными. Существуют планы создать на острове резерват дикой природы.

## Интересные факты
- Именно акция по запрету испытаний ядерного оружия на острове Амчитка в 1971 году послужила рождением международной организации Гринпис.
- Остров упоминается в романе японского писателя Ясуси Иноуэ «Сны о России» в связи с тем, что в мае 1783 года шестнадцать японских рыбаков из гавани Сироко потерпели кораблекрушение и были выброшены волнами к берегам Амчитки. На острове японцам пришлось провести четыре года, познакомиться с местными жителями-алеутами, а также с российской торговой миссией, возглавляемой Яковом Невидимовым и ведущей промысел пушнины. Эти события показаны в фильме «Сны о России» (1992 г.).